# نمر بورنيو الملطخ
نمر بورنيو الملطخ (الاسم العلمي: Neofelis diardi borneensis) هو نويع من نمر سوندا الملطخ. موطنه الأصلي جزيرة بورنيو، ويختلف عن نمر سومطرة الملطخ في شكل وتكرار البقع، وكذلك في شكل الجمجمة والفك السفلي والأسنان. في سنة 2017، أدركت مجموعة اختصاصيي القطط صلاحية تصنيف هذه النويعة.